# چیرامپیادی
چیرامپیادی (به لاتین: Chiraampiyadi) یک منطقهٔ مسکونی در سری‌لانکا است که در استان شمالی (سری‌لانکا) واقع شده‌است.